# We Got the Power
We Got the Power – singel Loreen, wydany 15 maja 2013 nakładem wytwórni fonograficznej Warner Music Sweden. Utwór został wydany w celach promujących reedycję albumu Heal, która miała swoją premierę 31 maja 2013.
Kompozycja została napisana przez Ester Dean oraz Geoffa Earley’a, zaś wyprodukował ją Patrik Berger. Piosenka była notowana na 52. miejscu na szwedzkiej liście sprzedaży. Singel otrzymał złoty certyfikat w Szwecji za sprzedaż w nakładzie przekraczającym 20 tysięcy kopii.
Do utworu powstał teledysk, którego reżyserią zajęła się sama wokalistka. W wideoklipie wystąpiły także dwie tancerki, a sama Loreen w niektórych ujęciach pojawia się w nakryciu głowy, podobnym do hełmu greckiej bogini Ateny.
23 sierpnia 2013 przebój był jedną z dwóch piosenek, wykonanych na Sopot Festival w trakcie koncertu Top of the Top w Operze Leśnej podczas rywalizacji o nagrodę Bursztynowego Słowika, utwór jednak ostatecznie nie zdobył nagrody.

## Lista utworów
Digital Download
1. „We Got the Power” – 3:27

UK Digital download
1. „We Got the Power” – 3:27
2. „We Got the Power” (Remix) – 3:12

## Pozycje na listach
| Kraj              | Lista (2013)            | Najwyższa pozycja | Certyfikat | Sprzedaż |
| ----------------- | ----------------------- | ----------------- | ---------- | -------- |
| Belgia (Flandria) | Ultratip Bubbling Under | 63                |            |          |
| Irlandia          | Irish Singles Chart     | 98                |            |          |
| Polska            | AirPlay – Nowości       | 1                 |            |          |
| Szwajcaria        | Schweizer Hitparade     | 70                |            |          |
| Szwecja           | DigiListan              | 9                 |            |          |
| Szwecja           | Sverigetopplistan       | 52                | złoto      | 20 000+  |